# Villa Balduino Serra
Villa Balduino Serra è un edificio in stile barocco situato in strada della Repubblica 6 a Gainago, frazione di Torrile, in provincia di Parma.

## Storia
La villa fu costruita probabilmente agli inizi del XVIII secolo per volere dei conti Cantelli, sul luogo di un precedente edificio di cui fu conservato soltanto il portale d'ingresso; la struttura sorgeva all'interno di una vasta tenuta agricola che la famiglia aveva ereditato dai conti Bernieri e che in seguito utilizzò anche per numerose battute di caccia, cui nella seconda metà del secolo partecipò più volte il duca di Parma Ferdinando di Borbone.
Nel 1884, alla morte del conte Girolamo Cantelli, la proprietà passò al figlio Romualdo, che la rivendette all'armatore genovese Giuseppe Balduino; negli anni seguenti quest'ultimo apportò una serie di modifiche alla villa: la sopraelevò di un piano, sulla facciata aggiunse il frontone centrale e il balcone angolare coperto sulla sinistra, nel cortile retrostante realizzò una terrazza sul portico dell'ala est contenente le antiche scuderie e costruì una simmetrica struttura sull'ala ovest destinata alla servitù, risistemò gli interni e trasformò tutti i locali di servizio in ambienti residenziali.

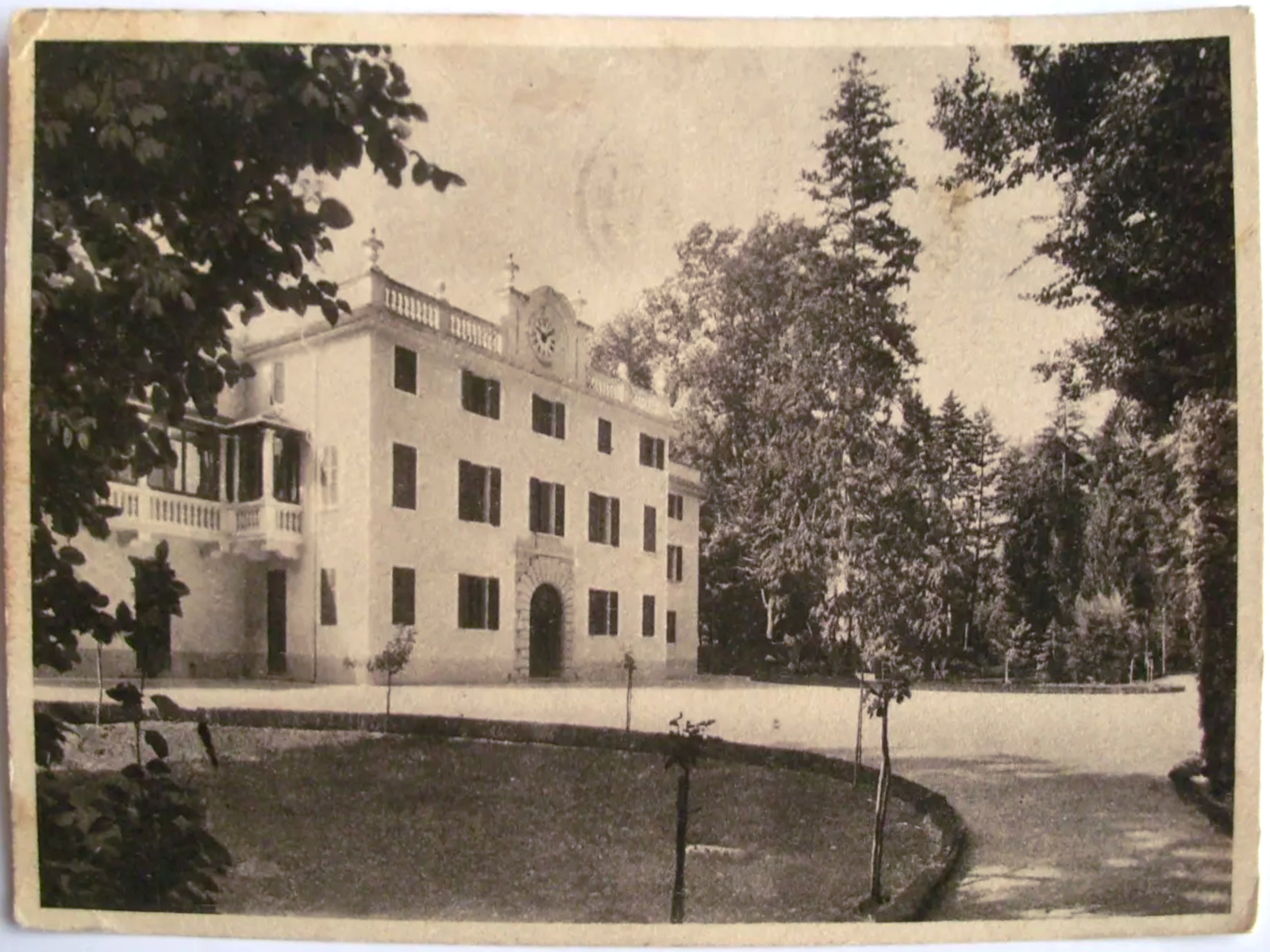
La villa negli anni 1930

Alla morte di Giuseppe, gli subentrò il figlio Domenico, che acquistò e intorno al 1930 ristrutturò in stile neomedievale il vicino edificio colonico duecentesco detto la Torrazza; il fabbricato, già casa natale del cardinale Gerardo Bianchi nel XIII secolo, era appartenuto fino alla secolarizzazione napoleonica del 1810 ai benedettini di San Giovanni Evangelista ed era in seguito passato di mano più volte.
Dopo la scomparsa di Domenico, la tenuta passò alla figlia Emilia, moglie del marchese Giovanni Serra, che vi si trasferì e successivamente la trasmise ai suoi discendenti.
Durante la seconda guerra mondiale la villa fu occupata dall'esercito nazista, che ne fece la sede del proprio comando e realizzò all'interno del parco un rifugio antiaereo.

## Descrizione
Il grande parco, originariamente molto più ampio, si estende su una pianta pressoché rettangolare a fianco di strada della Repubblica e di strada Argine del Naviglio; la villa sorge al centro del lato nord, mentre sul confine nord-occidentale si trovano il rifugio antiaereo e l'edificio destinato a serra, scuderia e lavanderia; all'estremità sud-ovest è collocata la Torrazza.

### Villa

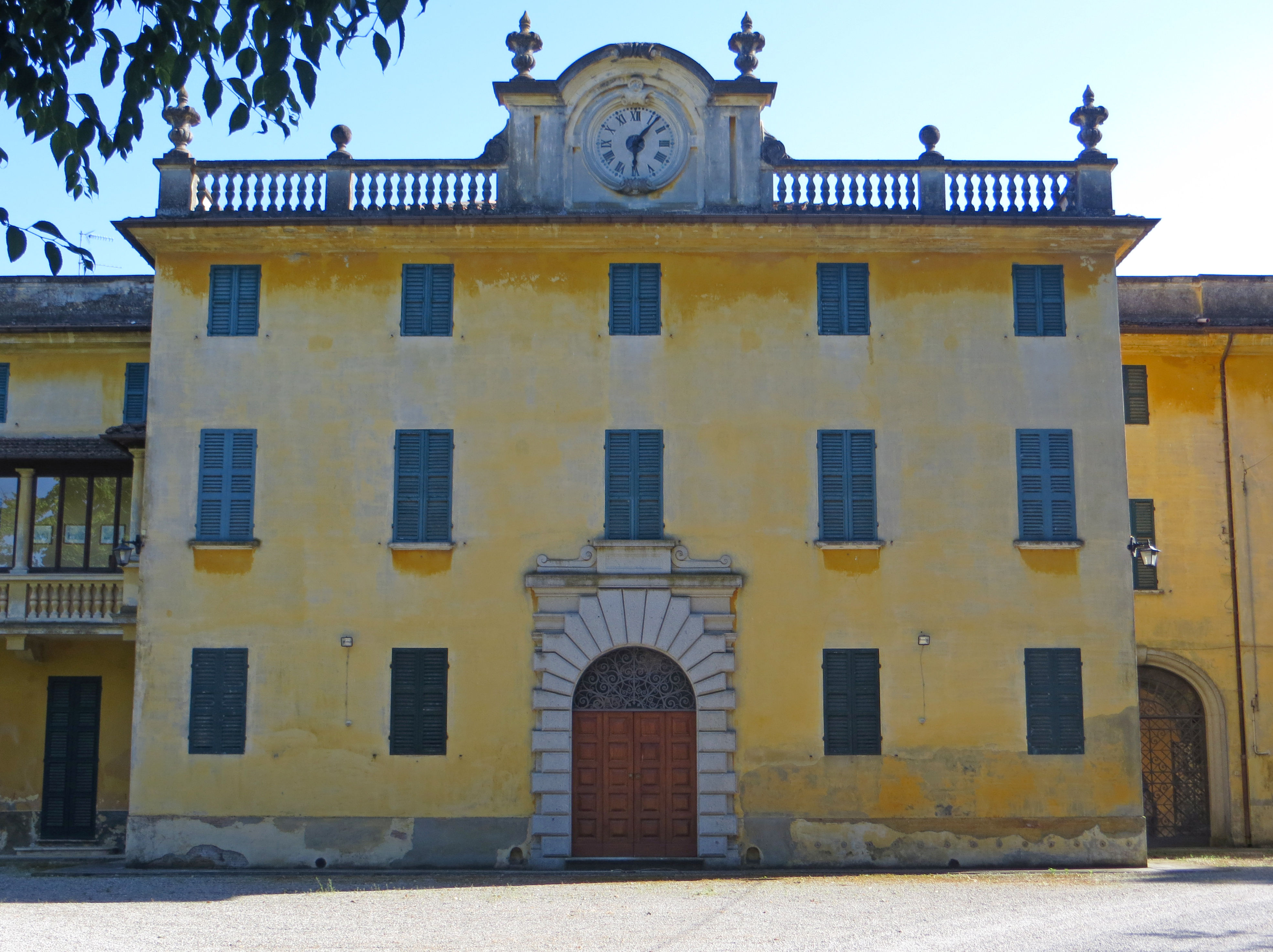
Porzione centrale della facciata

La villa si sviluppa su una pianta a U, con ingresso a nord e cortile interno affiancato da due portici a sud.
La pressoché simmetrica facciata, interamente intonacata come il resto dell'edificio, si eleva su tre piani principali fuori terra ed è costituita da tre corpi, di cui quello centrale in aggetto. L'avancorpo nel mezzo presenta un portale d'ingresso ad arco a tutto sesto, delimitato da un'ampia cornice cinquecentesca in bugnato; ai lati si aprono due finestre per parte, prive di cornici, analoghe alle aperture dei due livelli superiori; a coronamento si staglia un alto frontone mistilineo centrale, contenente un grande orologio affiancato da coppie di lesene; ai lati si allungano due balaustre sormontate da vasi. Nel corpo più arretrato di sinistra, al primo piano è posto un balcone angolare balaustrato, chiuso da una vetrata e coperto con un tetto retto da una serie di colonne doriche.
Sul retro, il simmetrico cortile è affiancato a est e a ovest da due porticati ad arcate ribassate, retti da pilastri e coronati da terrazze.
All'interno si accede all'ampio androne passante, mentre nelle ali trovano spazio a ovest il salone e ad est altre sale e la cucina; le camere sono collocate ai piani superiori.

### La Torrazza
L'edificio duecentesco, interamente rivestito in laterizio, si sviluppa su una pianta irregolare ed è dominato da un grande torrione; al primo piano si apre una loggia ad arcate a tutto sesto, al cui interno è collocata dal 30 novembre 1930 un'epigrafe in ricordo del cardinale Gerardo Bianchi, con testo di Amadio Ronchini: «In questa casa già de' Bianchi nacque nel XIII secolo GHERARDO Cardinale di S. Chiesa e Vescovo Sabinese che per mandato di più Pontefici andò mediatore di pace a monarchi e a popoli, mantenne al secondo Carlo d'Angiò il reame di Napoli. Fondò in patria il capitolo del Battistero eresse ai Cistercensi il prossimo chiostro di S. Martino e morendo a Roma nel 1302 fu da tutti onorato e compianto ma singolarmente dagli Angiojni che nella Basilica Lateranense ove tenea seggio di arciprete recarono sugli omeri proprî e tumularono la salma del Benemerito».

### Parco
Il grande parco è accessibile da strada della Repubblica a nord, attraverso una cancellata posta di fronte alla facciata della villa; ai lati dell'ingresso sono collocate due ampie aiuole, circondate da siepi.
Sul retro della villa, si estende al centro un'ampia zona a prato, mentre il resto dell'area verde, solcata da un viale perimetrale che si diparte dai fianchi del cortile porticato, è riccamente piantumata con alberi d'alto fusto, tra cui querce, ippocastani, tassi, noci, acacie, conifere e cipressi di Lawson, che si mescolano con la vegetazione cresciuta spontaneamente, comprendente numerosi frassini e aceri campestri.
A ovest, nei pressi dell'edificio destinato a serra, scuderia e lavanderia, il percorso pedonale è coperto da un lungo pergolato di rose.
Il rifugio antiaereo in calcestruzzo armato, posto a nord-ovest della villa, si sviluppa su una pianta a L ed è nascosto dalla vegetazione, che lo ricopre completamente.